# Глазенап, Карл Фридрих
Карл Фридрих Глазенап(п) (нем. Carl Friedrich Glasenapp) (21 сентября (3 октября) 1847, Рига — 14 апреля, 1915, Рига) — российский учёный-музыковед и писатель, писавший на немецком языке, исследователь жизни и творчества композитора Рихарда Вагнера, номинант Нобелевской премии по литературе 1903 года.

## Биография
Русский подданный из остзейских немцев. Карл Фридрих Глазенап родился в семье уездного инспектора народных училищ Фридриха Глазенапа и его жены Эмилии (урожденной Кульман). После посещения Рижской губернской гимназии поступил в Дерптский университет, где в 1867—1872 годах изучал в классическую филологию и историю искусства. 
С 1873 года работал учителем в Перновской мужской гимназии. В следующем 1874 году женился в Пернове (Пернау) на Генриетте Рамбах, дочери юриста или чиновника. С 1875 по 1904 год был старшим преподавателем немецкого языка и литературы в женской гимназии в Риге (Ломоносовская гимназия ?). В 1898—1912 годах преподавал в Рижском политехникуме немецкий язык и литературу, доцент.
Скончался в 1915 году в Риге.

## Творчество
К 1877 году написал первую биографию Рихарда Вагнера в двух томах, за что 1903 году был выдвинут на Нобелевскую премию по литературе сразу четырьмя номинаторами: президентом Императорской Академии наук великим князем Константином, членом Императорской Академии художеств P. Янковским, группой почётных членов Императорской академии в Санкт-Петербурге и группой из 38 человек из Франции, Испании, Германии и Австрии.
Благодаря изучению обширной переписки Рихарда Вагнера возникла необходимость в переработке опубликованной в 1877 году биографии. Поэтому, в 1911 году Глазенапом была опубликована новая версия книги под названием «Жизнь Рихарда Вагнера» в шести томах (3107 страниц).
Карл Фридрих Глазенап также является автором словаря важнейших понятий вагнеровского творчества и энциклопедии истории искусства и культуры в свете эстетических взглядов Вагнера. Кроме того, он сотрудничал с основанной Вагнером газетой «Байрейтский листок» («Bayreuther Blätter») и был председателем рижского Вагнеровского общества (Wagner-verein).

## Оценки
Более поздний австрийский музыковед Ганс Галь (1890—1987) так оценивал работы Глазенапа: 

В большой шеститомной биографии Вагнера, написанной Карлом Фридрихом Глазенапом, которую Байрейт признал официальной, предмет разработан полно, подробно и педантично, как то и пристало немецкому профессору. Однако эти качества соседствуют в ней с иными — готовностью затушёвывать, переиначивать, смягчать факты; что-либо подобное можно встретить разве что в крайних образцах историографического «византинизма», у какого-нибудь придворного историка или биографа— Галь Г. Три мастера - три мира. Рихард Вагнер // Брамс, Вагнер, Верди

## Сочинения
- Wagner-Encyklopädie. Haupterscheinungen d. Kunst- u. Kulturgeschichte im Lichte der Anschauung Richard Wagners. In wörtl. Anführungen aus s. Schriften dargest. v. C. Fr. Glasenapp
- Das Leben Richard Wagners. Т. 1—6. — Лейпциг, 1876—1911.
  - Band 1. — 1905. — 527 с. (нем.)
- Siegfried Wagner und seine Kunst. Gesammelte Aufsätze über d. dramat. Schaffen Siegfried Wagners. В 2-х томах. — Лейпциг, 1911—1919